# 坤宁宫
39°55′15″N 116°23′49″E / 39.920718°N 116.396867°E

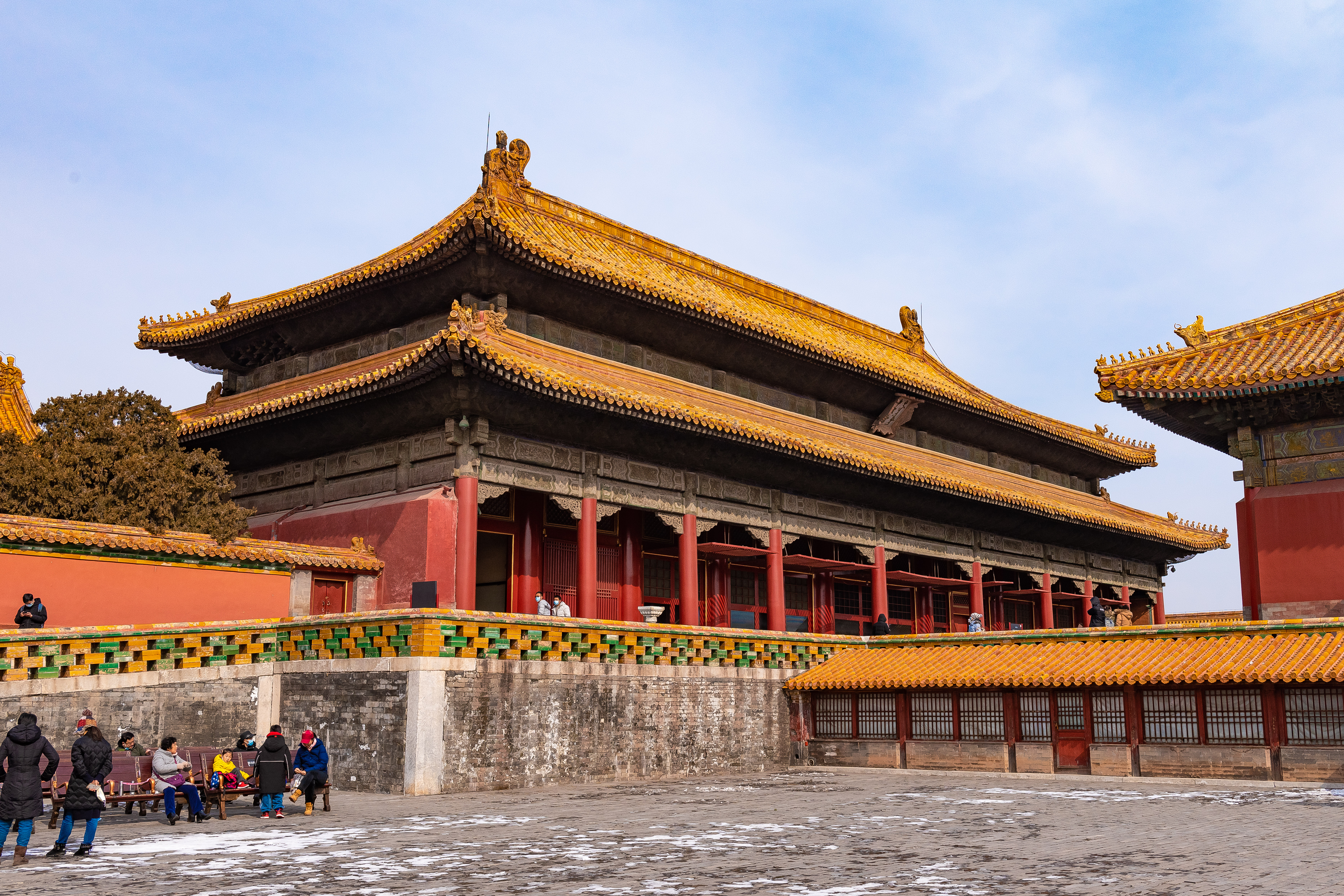
从西南侧拍摄的坤宁宫（2022年2月摄）

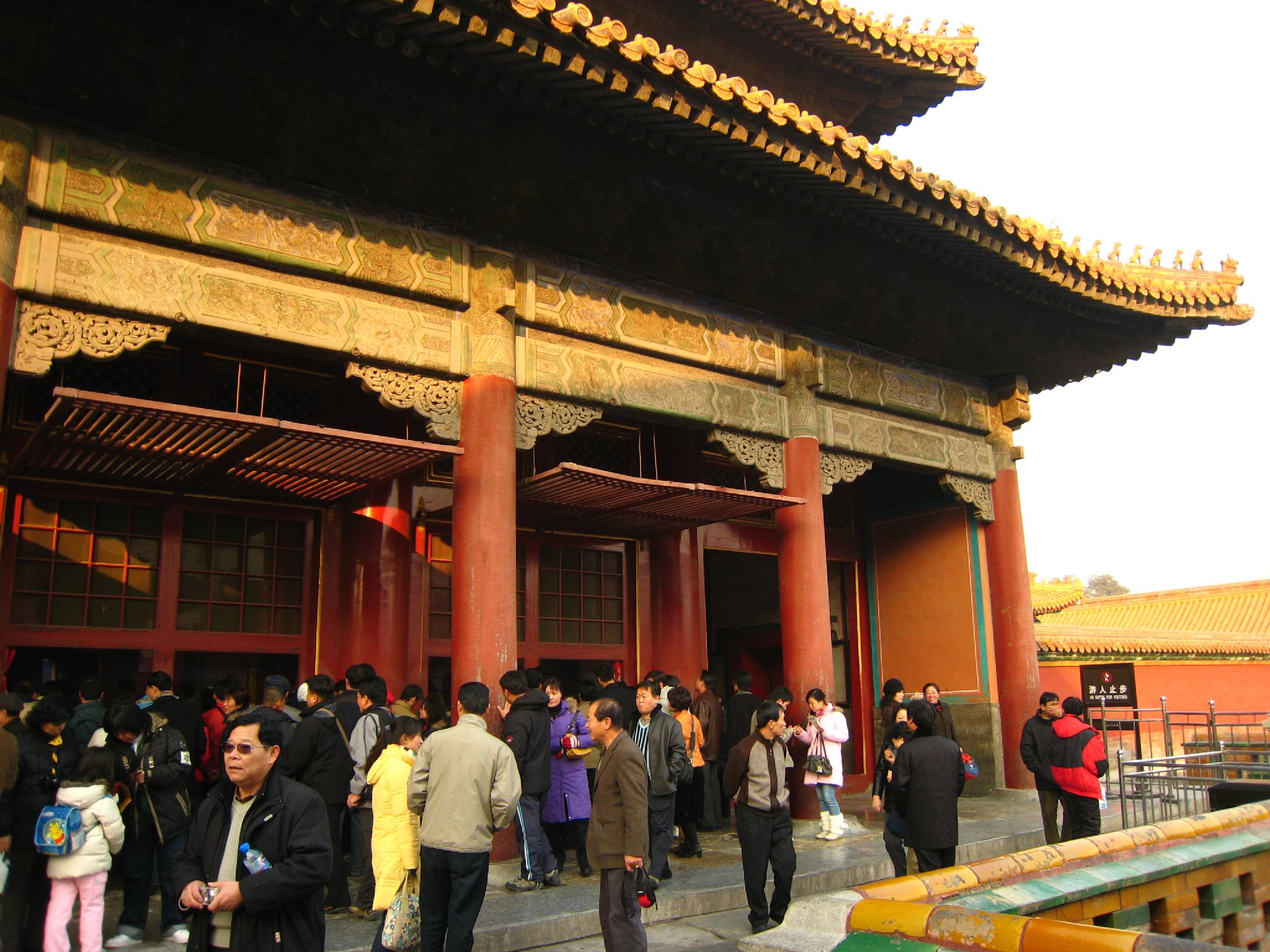
坤寧宫東二間（即東暖閣）及東過道。遊人正紛紛透過吊搭窗向東暖閣内望去

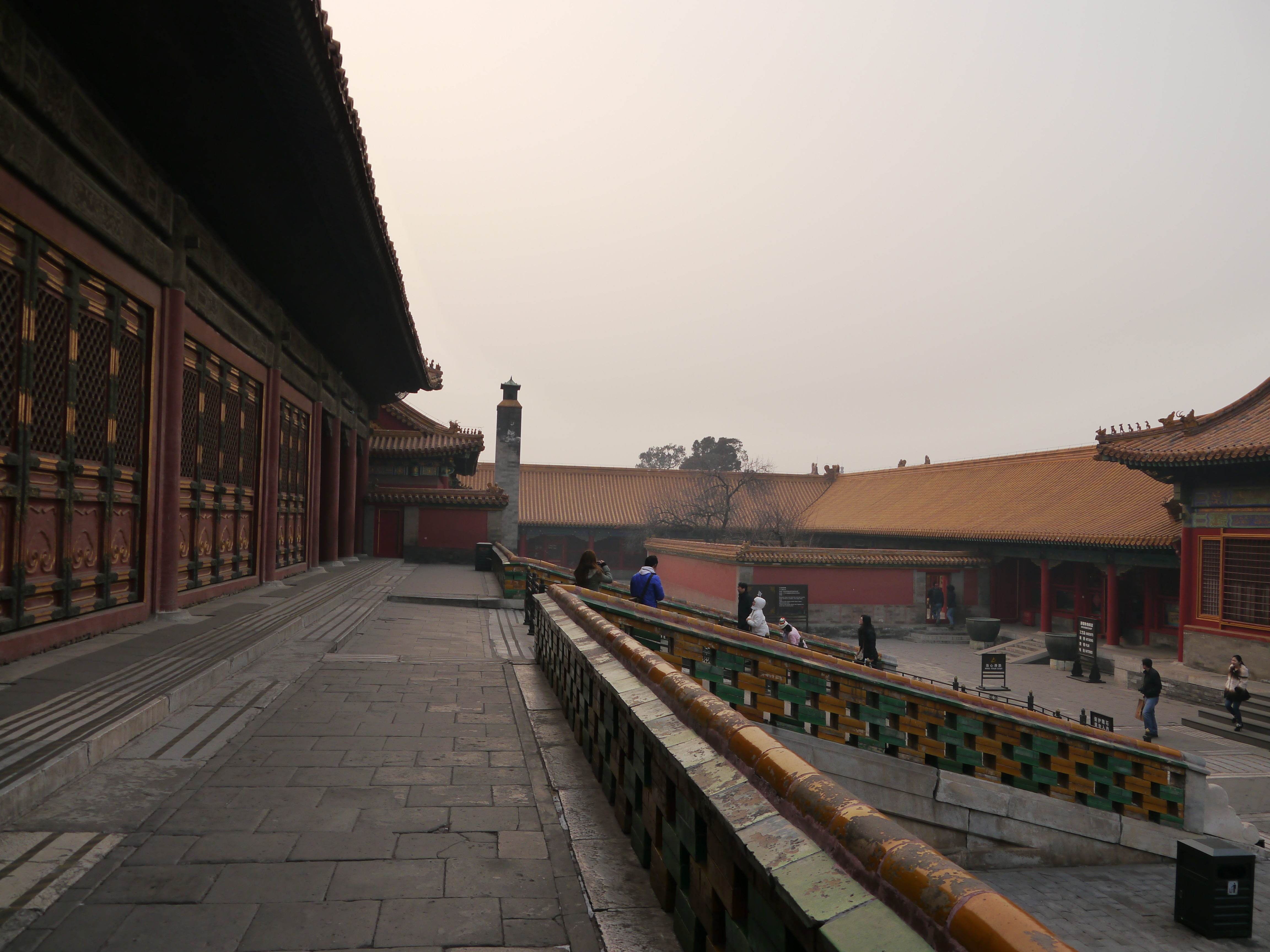
坤寧宫後側（北側）。圖左為坤寧宫，左側遠處是西暖殿，可見西暖殿後側（北側）用青磚砌成的煙筒。圖最右側露出的屋檐一角是坤寧門。

坤寧宫 (穆麟德轉寫：kun ning gung)是北京故宫内廷后三宫之一。

## 历史
《周易》中有卦名“坤”，所谓“地势坤，君子以厚德载物”。《道德经》第三十九章：“天得一以清，地得一以寧。”“坤寧”意為“坤地寧定”。
坤寧宫始建于明朝永乐十八年（1420年），正德九年（1514年）、万历二十四年（1596年）先后两次毁于火灾，万历三十三年（1605年）重建。清朝顺治元年（1645年）重修，顺治二年五月建成乾清宮殿區，並無坤寧宮，其位置為乾清宮後長房25間，總長27丈5尺，每間約寬3.48米。顺治十二年（1655年）仿盛京清宁宫再度重修。嘉庆二年（1797年）乾清宫失火，延烧坤寧宫前檐，嘉庆三年（1798年）重修。
坤寧宫明朝是皇后的寝宫（即“中宫”）。1644年李自成率农民起义军攻進北京时，明朝崇祯帝的皇后（周皇后）便在坤寧宫自杀。清朝顺治十二年（1655年）仿照清寧宮改建以后，即变成清朝宫廷萨满祭祀的主要场所，但是其“中宫”的地位未改变。清朝康熙四年（1665年）康熙帝大婚时，太皇太后指定大婚在坤寧宫行合卺礼。同治帝、光绪帝大婚，溥仪结婚，也均在坤寧宫举行。这四位皇帝大婚时，均先和皇后在坤寧宫居住二日，再迁居乾清宫或养心殿。雍正以后，皇帝移住养心殿，皇后也不再居住在坤寧宫，而是擇東六宮、西六宮之一居住，坤寧宫实际已成为专供萨满祭祀的场所。
由於清朝自雍正朝以後，皇后不再以坤寧宮為寢宮，據《大清会典》可肯定曾居於坤寧宫的皇后，除了同治帝的孝哲毅皇后、光绪帝的孝定景皇后，因大婚之故曾在坤寧宮短暫住過二日之外，只有康熙朝的孝誠仁皇后和孝昭仁皇后，且孝誠、孝昭二后皆崩于坤寧宫。此外，溥仪举行婚礼时，婉容皇后也曾在坤寧宮居住過二日。
除举行皇帝大婚之外，清朝历朝皇后在元旦、冬至、皇后的生日（稱爲“千秋”），率贵妃等朝见太后及皇帝礼毕，在坤寧宫休息，再至交泰殿升座，受妃嫔们朝贺。
清朝坤寧宫的经常性用途為薩滿祭神。每日朝夕祭、春秋大祭、求福祭、十二月二十三日祭灶等等，均在坤寧宫的明间举行。
1959年起，坤寧宫内佈置为原状陈列。這一宫廷生活原状陈列延續至今。
2003年故宫大修开始，截至2006年已完成修缮、建设项目150余项，其中在修缮坤寧宫西暖殿后的烟筒时，发现砖烟筒内有方形铜烟筒内衬，修缮时原状保存。

## 建筑

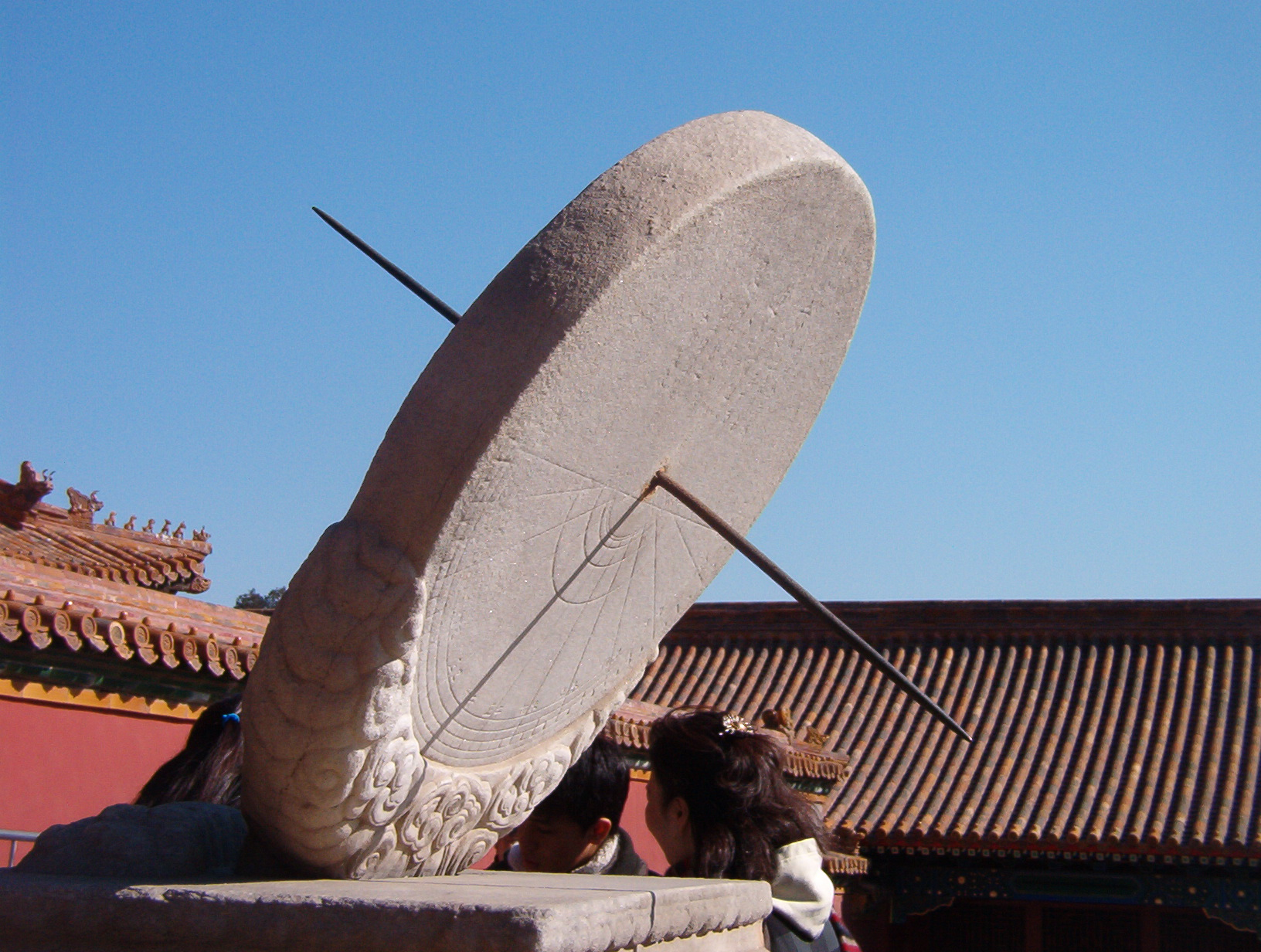
坤寧宫前东侧的日晷，图左是东暖殿

坤寧宫坐北朝南，面阔连廊九间，进深三间，黄琉璃瓦重檐庑殿顶。清朝顺治十二年改建之后，成为萨满教祭神的主要场所。此次改建，将原来的明间开门改为东次间开门，原来的槅扇门改为双扇板门，其他各间的棂花槅扇窗都改为直棂吊搭窗。室内东侧两间隔出成为暖阁，当作居住用的寝室，也是皇帝大婚时的洞房。门内及西侧的四间设有南、北、西三面炕，俗称“口袋居”，作为萨满教祭神的场所。与门相对的后檐设锅灶，作为祭神时杀牲煮肉之用。因是皇家所用，所以灶间设棂花扇门，浑金毗卢罩，装饰十分讲究。坤寧宫东西两端的一間均為过道。
坤寧宫共九间。其中除了东西两间为过道之外，室内共有七间。七间又可以分为三个单元：中间一个单元包括四间，為祭神、吃祭肉的場所；东面一个单元包括两间，即所谓“坤宁宫东暖阁”，是起坐的場所；西面一间是存贮佛亭的場所。
坤寧宫的东西两侧，还各有一座小殿，分别为东暖殿、西暖殿。
后三宫位于一个“工”字形台基上，其中交泰殿东西两侧及坤宁宫前后的台基边缘均有琉璃砖墙。坤宁宫前后均有狭小的月台。其中，坤宁宫前的月台东侧有日晷，西侧有嘉量。坤宁宫和交泰殿之间的通路上偏东南侧，立有萨满教的神杆，现仅存石座。
如今的坤寧宫内为宫廷生活原状陈列，东两间按照皇帝大婚时的洞房布置，西四间按照萨满教祭神的场景布置。坤寧宫九间自西至东分别为：
- 西过道
- 西一间
- 中四间
- 东二间（坤寧宮东暖阁）
- 东过道

### 東暖閣（東二間）

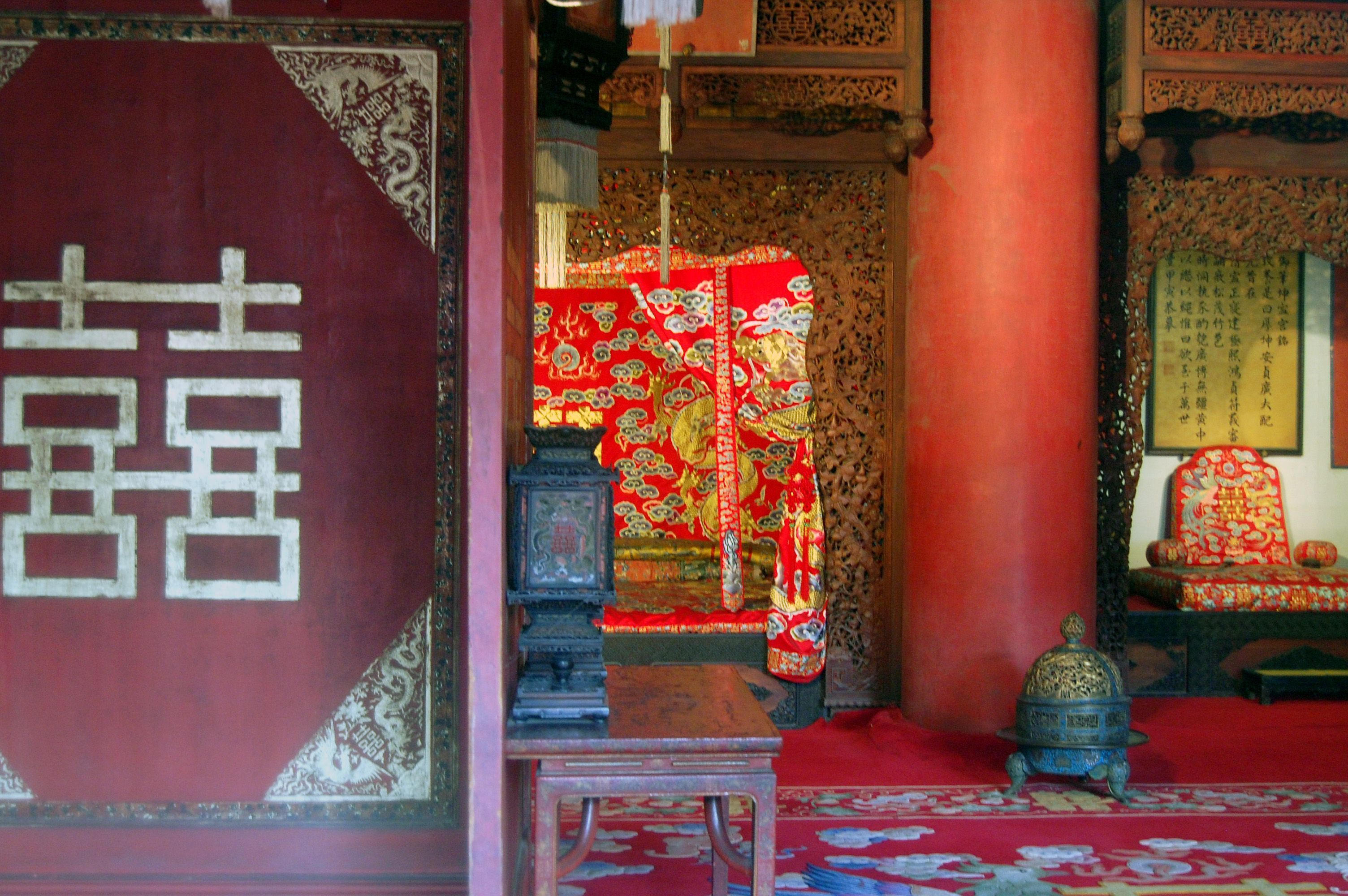
坤寧宫东暖阁，自南向北拍攝。左側是东暖阁西門内的木影壁，上面有囍字。遠處左右兩側分別是落地罩木炕一座，其中左側的是落地罩上懸挂“日升月恒”匾（圖中央上方露出此匾的一角）者，為帝后合卺用的婚床，右側的是北墻上懸挂《坤寧宫铭》挂屏（即圖右側寶座上方的挂屏）者，為皇帝使用。

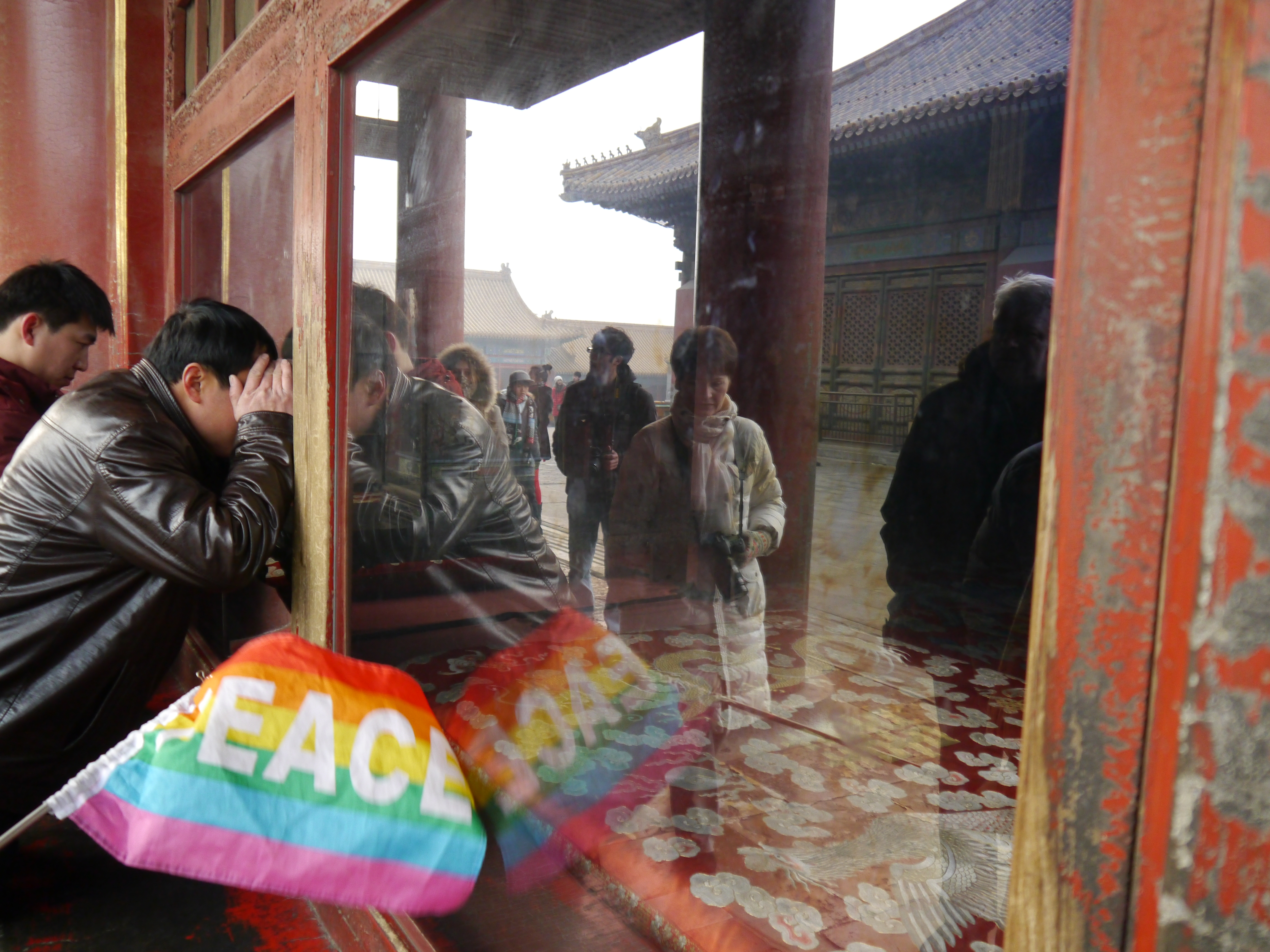
遊人透過窗戶看坤寧宫东暖阁，窗内可見东暖阁前檐的通连大炕

东暖阁在清朝的主要用途是帝后合卺。房间里面有龙凤喜床，挂着红双喜字宫灯等装饰品。这里和坤寧宫的东暖殿，只在皇帝大婚时使用兩天，之後就封闭直至下一个皇帝大婚使用。
东暖阁是敞两间，前檐有通连大炕一座，后檐每间各有落地罩木炕一座，落地罩上面仙楼二间。康熙四年礼部奏摺稱：“……今奉太皇太后懿旨，中间合卺与神幔甚近，首间、次间虽然间隔，尚是中宫之正，间内北炕吉。”中间指坤寧宫正中央挂有“坤寧宫”匾额的一间，首间指門内有煮肉锅灶的一间，次间的北炕指东暖阁靠西側的落地罩炕。《大清会典》载同治帝、光绪帝大婚一切具照康熙四年成案办理，可见自康熙时起，这一个北炕便作帝后合卺的用途。清室善後委员会《故宫点查报告》第二册（坤宁宫部分）記載，在這個北炕的范围内有“紫檀雕龙凤炕几二张，紫檀雕龙凤双喜字桌灯二对，红呢炕罩一件，黄氆氇炕垫一件”等等物品。其中，双喜字桌灯应是婚礼时所用，龙凤炕几应是平时及婚礼时都用的陈设，黄氆氇炕垫则仅是平时的铺陈（此件炕垫早已無存）。清朝宫廷陈设的惯例是每处的陈设品有些长期陳設，有些逢年过节才安设，這些陳設品有的存贮在本宫，有的收贮在广储司所属各专库内。1959年在佈置原狀陳列時，坤寧宫全部原存物品中没有适合这个北炕的炕褥，所以從库房找出与这个北炕尺寸正相符合的大红缎绣龙凤双喜字大炕褥一件，褥里有布条写有“东暖阁北大炕”字样，从质料及图案等可断定是清朝晚期制品，是为同治帝或光绪帝婚礼特制。同时，還從库房选出与此风格相同的大红缎绣百子图大座褥两件，正好與东暖阁前檐大炕在炕桌两边的尺寸符合。这三件褥子可表现婚礼举行時的情形。
清朝道光十五年至宣统二年，坤宁宫东暖阁陈设档先後共有七册，可從中看出东暖阁的陈设变化不大，只在举行婚礼时加一整份大红绣龙凤双喜百子等图案的座褥炕垫帐幔地衣以及喜字灯笼等物品。七册陈设档上的物品和清室善後委员会《故宫点查报告》上的物品大部分符合，例如前檐大炕东西墙上的蒋廷锡、顾铨的画、案上的白玉盘、珐琅炉瓶盒（盒底有乾隆年制坤寧宫第一份十字款）、紫檀木嵌玉如意（柄上有乾隆帝隶书嵌金丝坤寧宫铭）、案下的潮州扇、玻璃四方容镜、雕漆痰盒、竹帚、墙上挂的钥匙口袋，這些都是乾隆年间制品，再聯想到墙上乾隆帝的题诗，可推測这个陈设形式可溯至乾隆年間。
有时材料间也有不一致之處。例如北墙的东一个炕，《故宫点查报告》與七册陈设档的记载都不同，前者稱是双座（且有中華民國時期溥仪占居宫内时拍的照片为证），後者稱是“紫垣内正宝座”。1959年在佈置原狀陳列時，按照七册陈设档的記載，仍设正座，且在北墙上恢复《坤寧宫铭》的挂屏和几部书及陈设（根据陈设档，有《盛京舆图》、《经史讲义》、《敬胜斋法帖》等书帖及陈设。显然是为皇帝預備）。另有部分物品在陈设档中未記載，但《故宫点查报告》记载的物品及所在部位均符合歷史情况，例如炕沿鼻柱的大铜钉上挂有一份弓箭撤袋，這與坤寧宫的許多从生活实用品变化來的象征性陈设品相协调，所以1959年佈置原狀陳列時也摆上。
如今，東暖閣内的陳設主要有：
- 東次間（即靠西的一間）：前檐有通连大炕一座（兩間）。后檐有落地罩木炕一座，落地罩上面有仙楼。落地罩上挂有橫匾“日升月恒”。西側為牆壁，其中前檐的通连大炕西側的牆上挂有蒋廷锡的畫。東墻正中下方開有一門，通往坤寧宮的首间（即坤寧宮門内一間），門内有一紅色木影壁，共兩扇，遮擋住門内的北側和東側，每個面的兩側都是囍字。木影壁北側及東側各有一個木几案。門上方有一幅横披。門北側的西墻上挂有一幅畫。畫的北側即落地罩木炕及其上的仙樓。木炕前挂有五彩百子帐。炕北墻上中央有一幅畫，東西兩側是一副對聯“宝瓞长绵八极人天欢喜，金萱并茂九霄日月光华”。仙樓内的北墻上方挂有一幅挂屏，兩側對聯為“斯干咏松竹，天保颂升恒”。
- 東旁間（即靠東的一間）：前檐有通连大炕一座（兩間）。后檐有落地罩木炕一座，落地罩上面有仙楼。東側為牆壁，其中前檐的通连大炕東側的牆上挂有顾铨的《增受泰元图轴》。東墻正中下方開有一門，通往坤寧宮的東過道，兩扇門内側合起來有一個囍字，門的四角各有一個裝飾圖案。門外的東過道内有一紅色木影壁，共三扇，遮擋住門外東、北、南三面，每個面的兩側都是囍字。門内上方有一幅“壽”字。門與“壽”字兩側有一副對聯“天惟純佑命，俾爾戬穀，百禄是荷；民其敕懋和，綏以多福，萬寿無疆。”其北側即落地罩木炕及其上的仙樓，落地罩木炕上設正宝座，炕的東西兩端各有一只几案。炕北墻上中央有咸丰帝摹乾隆帝御笔《坤寧宫铭》的挂屏，位於寶座後側上方，挂屏東西兩側是一副對聯“祖武其绳五福堂同五代，天颜有喜三阶祝并三多”。仙樓内的北墻兩側有一副對聯。《坤寧宫铭》的全文是：

高宗御筆坤寧宫銘

萬物致養，是曰厚坤。安貞廣大，配天為元。

昔在盛京，清寧正寝。建極熙鴻，貞符義審。

思媚嗣徽，松茂竹苞。神罔時恫，執豕酌匏。

廣博無疆，黄中正位。以繼以繩，惟曰欲至于萬世。

咸豐甲寅恭摹
2014年，故宫博物院工作人员在对坤寧宫东暖阁东墙上的清朝画家顾铨《增受泰元图轴》修复保护时，意外发现这幅古画背後藏有贴落。贴落是装潢用的书画，直接装裱在墙上。故宫专家初步判断，这套贴落是东暖阁的原物，而顾铨的画属于仙道画，並不符合坤寧宫的环境，而且固定画轴用的挂钩和木卡子不是清宫所有，而是1950年代至1960年代的用品。所以顾铨的画“应该是後來挂上去的”。这次发现的贴落包括：兩側的一幅对联“乾坤增瑞色，殿陛啟春和”、中央的一件“福”字斗方、“福”字斗方下側的一幅横披。对联和斗方的作者待考。横披上有咸丰帝的落款，所以可确认是咸丰帝御笔。橫披的内容是：

五祀沿周禮，深宫率典型。天恩承保定，祖訓式聪聼。餞臘綵为滕，敷禧雲作軿。帝城祈富庶，風馬燦繁星。
壬子小除夜作
御筆

### 明間（中四間）

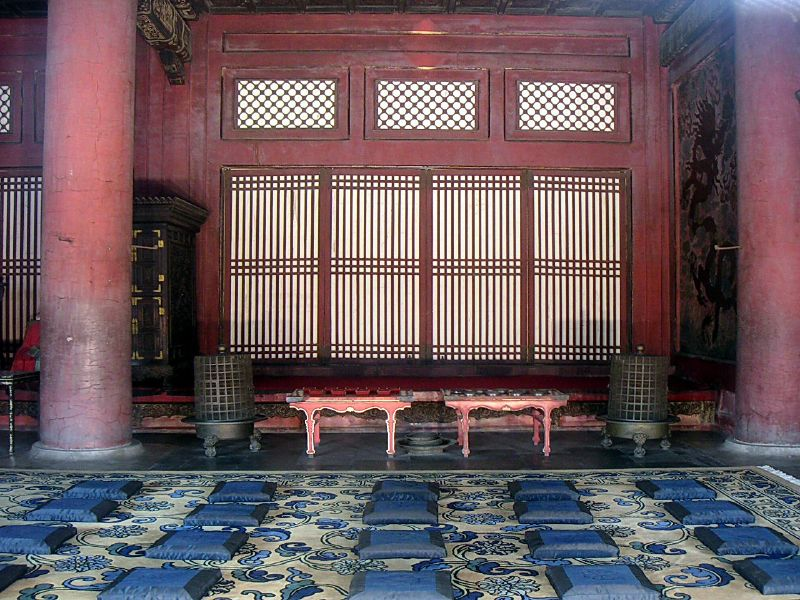
坤寧宫明間，自南向北拍攝。圖中顯示的是正间（即“坤寧宫”匾額正對的一間）

坤寧宫的中四間，设有祭神的各种设计，这里常年使用。門内靠近北墙的窗户下有三口专门用作祭神时煮肉、蒸糕的大锅。偏西边的三间，在靠北、西、南的三侧，砌着连在一起的环状通炕。
在清朝，祭神活动在紫禁城内全年不断。每天有所谓的朝祭、夕祭；每月初一、十五大祭；元旦、仲春、秋朔时会有大祭。在大祭上，皇帝皇后会亲自参与。祭祀会在坤寧宫杀猪，每天杀四头，祭祀完毕后当场分猪肉，然后横坐在通坑上一起吃。
1959年明间的原状陈列，表现的是各种祭神礼节中的朝祭；夕祭神位平时就在明间的北炕上，所以夕祭的陈设品可與朝祭同时存在。1959年以前，故宫博物院有段时期的坤宁宫祭神原状陈列既不是白天的情景，又不是祭神时的情景，1959年的布置是根据清朝乾隆十二年《钦定满洲祭神祭天典礼》卷二坤宁宫常祭仪注、坤宁宫常祭祝辞、卷五祭神祭天器用数目、卷六祭神祭天器用形式图的记载，有些物品已残缺无法修复，例如“背灯青绸幕”、“镶红片金黄云缎神幔”已腐朽污损，採取了保存原件而用复制品陈列的辦法。还有部分陈设，例如省猪（即杀猪）包锡红漆大桌，按制应为两件（因每次同时杀掉两頭猪），但藏品中僅发现一张，這是因為辛亥革命后，每次改用一頭猪，因此多年来僅存一张包锡红漆大桌。

### 西一間
坤寧宫室内最西面一间是存贮佛亭的場所。

### 東暖殿、西暖殿
坤寧宫東側为东暖殿，有清世宗御笔匾曰：“位正坤元”。坤寧宫西側为西暖殿，有御笔匾曰：“德洽六宫”。二殿均坐北朝南，与乾清宮東西兩側的昭仁殿、弘德殿相对，均為康熙三十六年建。東暖殿、西暖殿各自成一小院落，有院墙。东暖殿院落东侧开门，有台阶通往东庑的永祥门，永祥门坐西朝东；西暖殿院落西侧有台阶通往西庑的增瑞门，增瑞门坐東朝西。

### 庑房
東暖殿、西暖殿各自院落的南墙分别向东西延伸，从中分隔庑房，形成乾清宫和坤寧宫之间的独立院落，交泰殿就在该院落中央。交泰殿东庑有景和门，西庑有隆福门，分别通向东一长街、西一长街。两门南北分别有庑房。
东庑房：
- 景和门以北到東暖殿南院墙，有庑房3间。
- 景和门
- 景和门以南，有庑房9间。向南延伸至昭仁殿院落东侧。最南1间开有龙光门，坐西朝东。昭仁殿院落东侧开门，有台阶正对龙光门。庑房自南数第4间、第7间开门。

西庑房：
- 隆福门以北到西暖殿南院墙，有庑房3间。
- 隆福门
- 隆福门以南，有庑房9间，向南延伸至弘德殿院落西侧。最南1间开有凤彩门，坐东朝西。弘德殿院落西侧开门，有台阶正对凤彩门。庑房自南数第4间、第7间开门。

坤寧宫以北至坤寧门又形成一个独立院落，南为坤寧宫及東暖殿、西暖殿，东、西及北面有庑房。
- 东庑房11间，为寿膳房。寿膳房是供应饮食的部门。东庑房自北数第2间（自南数第10间）开有基化门，坐西朝东。东庑房向南延伸至东暖殿院落东侧，最南1间开有永祥门，坐西朝东。东暖殿院落东侧开门，有台阶正对永祥门。东庑房自南数第3、第6、第9间开门。
- 西庑房11间，为寿药房，其内供奉药王、存放药品。西庑房自北数第2间（自南数第10间）开有端则门，坐東朝西。西庑房向南延伸至西暖殿院落西侧，最南1间开有增瑞门，坐東朝西。西暖殿院落西侧开门，有台阶正对增瑞门。西庑房自南数第3、第6、第9间开门。

坤宁门东西各有庑房9间，俗称东板房、西板房。东板房为值宿太监住所，西板房为管事大太监住所。东板房自东向西数第2至6间、西板房自西向东数第2至6间，被南侧的围墙分别围成一个小院。

## 延伸阅读
- 刘潞：《坤宁宫为清帝洞房原因论》，《故宫博物院院刊》1996年3期
- 朱家溍：《坤宁宫原状陈列的布置》，《故宫博物院院刊》1960年总2期
- 傅连仲：《坤宁宫祭神祭天》，《紫禁城》2002年2期